# 2004 PY111
2004 PY111 est un objet transneptunien encore très mal connu de magnitude absolue 6,5.
Son diamètre est estimé à 180 kilomètres.